# Centaurea arachnoidea
Centaurea arachnoidea — вид квіткових рослин айстрових (Asteraceae). Ендемік Італії. Населяє вапняковий або доломітовий ґрунт на луках, сонячних схилах; від 150 до 1250 метрів.

## Біоморфологічна характеристика
Це багаторічна трав'яниста рослина з прямовисним стеблом, шорстким або майже голим, нероздільним або з кількома безлистими гілками 10–35 см заввишки. Листки вкриті густим павутинним запушенням. Квітки зібрані в голови з довгими квітконосами, трубчасті, жовті або рідше помаранчеві. Плід — сім'янка. Папус дорівнює довжині сім'янки і багряно-коричневий.